# Mount-Binga-Nationalpark
Der Mount-Binga-Nationalpark (englisch Mount Binga National Park) ist ein 10,7 Quadratkilometer großer Nationalpark in Queensland, Australien.

## Lage
Er liegt in der Region Wide Bay-Burnett im Hinterland der Sunshine Coast etwa 120 Kilometer westlich von Brisbane und 215 Kilometer südwestlich von Hervey Bay. Die nächstgelegene Stadt ist Nanango, von hier erreicht man den Park über den D’Aguilar Highway Richtung Süden, ab Yarraman weiter auf dem New England Highway passiert man den Nationalpark ab Cooyar im Abstand von etwa 5 Kilometern. Abgesehen von Forststraßen gibt es keine Besuchereinrichtungen im Park.
In der Nachbarschaft liegen die Nationalparks The Palms, Pidna, Benarkin und Crows-Nest.

## Flora
Der Nationalpark schützt den bis zu 650 Meter hoch gelegenen Monsunwald und offenen Eukalyptuswald.
Im Park sind einige schützenswerte Pflanzen heimisch wie etwa der Neuseelandspinat (Tetragonia tetragonioides), Eucalyptus melanoleuca , die "Red Inkplant" (Phytolacca octandra) und das "Stout Bamboo Grass" (Austrostipa ramosissima).